# Rodolfo Sienra Roosen
Rodolfo Sienra Roosen (14 de setiembre de 1940- 18 de mayo de 2012), fue un abogado, periodista y dirigente deportivo uruguayo.

## Biografía
Egresado de la Universidad de la República con el título de Doctor en Derecho. Trabajó en el BROU desde 1968 hasta 2002, en el área del Derecho Bancario. También trabajó en el Estudio Rachetti.
Fue presidente del Club Nacional de Football en la década de 1980 y también Secretario General de la institución durante la primera presidencia de Dante Iocco, período en el que, entre otros títulos, se conquistaron la Copa Libertadores y la Copa Intercontinental.
Columnista habitual de las páginas del diario El País. Fue además militante en el Partido Nacional, del cual fue convencional por la Lista 250.
Casado con Teresa Reyes Buysan, tuvo tres hijos, María, Paula e Ignacio, y siete nietos.

## Publicaciones
- 1985, Entre el cielo y el infierno, Ediciones de la Plaza, Montevideo.